# 146 v. Chr.
Portal Geschichte | Portal Biografien | Aktuelle Ereignisse | Jahreskalender | Tagesartikel

◄ |
3. Jahrhundert v. Chr. |
2. Jahrhundert v. Chr. |
1. Jahrhundert v. Chr. |
►

◄ | 160er v. Chr. | 150er v. Chr. | 140er v. Chr. | 130er v. Chr. |
120er v. Chr. |
►

◄◄ | ◄ | 149 v. Chr. | 148 v. Chr. | 147 v. Chr. | 146 v. Chr. |
145 v. Chr. |
144 v. Chr. |
143 v. Chr. |
► |
►►
Staatsoberhäupter

## Ereignisse

### Politik und Weltgeschehen
- Karthago wird von römischen Truppen unter der Führung des Scipio Aemilianus erobert und zerstört. Der Dritte Punische Krieg gegen das Karthagische Reich endet am 5. Februar des Jahres.
- Korinth wird von römischen Truppen unter der Führung des Konsuls Lucius Mummius im Achaiischen Krieg erobert und zerstört. Der Achaiische Bund wird zerschlagen. Griechenland wird römische Provinz.
- Quintus Caecilius Metellus Macedonicus gliedert Makedonien als Provinz Macedonia in das Römische Reich ein.

### Kultur und Sport
- Olympische Spiele nicht mehr nur für Griechen. Erste Teilnahme von Römern an den Wettkämpfen.
- Säkularfeier in Rom.

## Gestorben
- Andriskos, Usurpator des makedonischen Königsthrons (* um 185 v. Chr.)